# 담양 소목장
소목장은 대한민국 전라남도 담양군 담양읍에 있다. 2007년 4월 11일 담양군의 향토문화유산 제3호로 지정되었다.

## 개요
기능보유자는 전라남도 담양군 담양읍 삼만리의 김생수이다. '소목(小木)'이란 나무로 만드는 집안의 가구(장롱·궤·경대·책상·문갑·소반·찬장·문·창문 등)를 말하며, '소목장(小木匠)'은 이를 제작하는 장인을 뜻한다. 